# Oscar/Bestes Originaldrehbuch
Mit dem Oscar für das Beste Originaldrehbuch werden die Leistungen eines oder mehrerer Drehbuchautoren eines Films ausgezeichnet. Als Originaldrehbuch (Original Screenplay) wird eine Form des Drehbuchs bezeichnet, bei dem das Skript auf keiner zuvor veröffentlichten Publikation beruht. Das Originaldrehbuch liegt häufig Filmen von Autorenfilmern zugrunde. Seit 1941 wird jährlich der Oscar in der Kategorie Bestes Originaldrehbuch (Academy Award for Best Original Screenplay) verliehen. Zwischenzeitlich gab es außerdem die Kategorien Beste Originalgeschichte (Best Original Story) und Bestes Drehbuch.
Im Gegensatz zum Originaldrehbuch steht die Literaturverfilmung. Für diese gibt es auch eine seit 1929 bestehende Oscar-Kategorie für das Beste adaptierte Drehbuch (Academy Award for Best Adapted Screenplay).
Die Filme sind nach dem Jahr der Verleihung gelistet.

## Statistik
| Besonderheit                       | Drehbuchautoren                    |
| ---------------------------------- | ---------------------------------- |
| Am häufigsten honoriert            | Woody Allen (3 Siege)              |
| Am häufigsten nominiert            | Woody Allen (16 Nominierungen)     |
| Am häufigsten nominiert, ohne Sieg | Federico Fellini (6 Nominierungen) |

## 1941–1950
| Jahr | Preisträger                              | für den Film                             | Nominierungen |
| ---- | ---------------------------------------- | ---------------------------------------- | --- |
| 1941 | Preston Sturges                          | Der große McGinty                        | Ben Hecht für Angels Over Broadway Norman Burnstine, Heinz Herald und John Huston für Paul Ehrlich – Ein Leben für die Forschung Charles Bennett und Joan Harrison für Der Auslandskorrespondent Charles Chaplin für Der große Diktator                              |
| 1942 | Herman J. Mankiewicz Orson Welles        | Citizen Kane                             | Norman Krasna für Mary und der Millionär Harry Chandlee, Abem Finkel, John Huston und Howard Koch für Sergeant York Karl Tunberg und Darrell Ware für Tall, Dark and Handsome Paul Jarrico für Tom, Dick und Harry                                                   |
| 1943 | Ring Lardner Jr. Michael Kanin           | Die Frau, von der man spricht            | Michael Powell und Emeric Pressburger für One of Our Aircraft Is Missing Frank Butler und Don Hartman für Der Weg nach Marokko W. R. Burnett und Frank Butler für Wake Island George Oppenheimer für The War Against Mrs. Hadley                                     |
| 1944 | Norman Krasna                            | Der Pilot und die Prinzessin             | Dudley Nichols für Air Force Noël Coward für In Which We Serve Lillian Hellman für The North Star Allan Scott für Mutige Frauen |
| 1945 | Lamar Trotti                             | Wilson                                   | Preston Sturges für Heil dem siegreichen Helden Preston Sturges für Sensation in Morgan’s Creek Richard Connell und Gladys Lehman für Mein Schatz ist ein Matrose Jerome Cady für Mission im Pazifik                                                                 |
| 1946 | Richard Schweizer                        | Marie-Louise                             | Philip Yordan für Jagd auf Dillinger Myles Connolly für Musik für Millionen Milton Holmes für Gauner und Gangster Harry Kurnitz für What Next, Corporal Hargrove? |
| 1947 | Muriel Box Sydney Box                    | Der letzte Schleier                      | Raymond Chandler für Die blaue Dahlie Jacques Prévert für Kinder des Olymp Ben Hecht für Berüchtigt Norman Panama und Melvin Frank für Der Weg nach Utopia |
| 1948 | Sidney Sheldon                           | So einfach ist die Liebe nicht           | Abraham Polonsky für Jagd nach Millionen Ruth Gordon und Garson Kanin für Ein Doppelleben Charlie Chaplin für Monsieur Verdoux Sergio Amidei, Adolfo Franci, Cesare Giulio Viola und Cesare Zavattini für Schuhputzer                                                |
| 1949 | Preis in dieser Kategorie nicht vergeben | Preis in dieser Kategorie nicht vergeben | Preis in dieser Kategorie nicht vergeben |
| 1950 | Robert Pirosh                            | Kesselschlacht                           | Sidney Buchman für Jolson Sings Again Alfred Hayes, Federico Fellini, Sergio Amidei, Marcello Pagliero und Roberto Rossellini für Paisà T. E. B. Clarke für Blockade in London Helen Levitt, Janice Loeb und Sidney Meyers für Einer von den Stillen (The Quiet One) |

## 1951–1960
| Jahr | Preisträger                                                                           | für den Film              | Nominierungen |
| ---- | ------------------------------------------------------------------------------------- | ------------------------- | --- |
| 1951 | Charles Brackett (1. Auszeichnung) D. M. Marshman, Jr. Billy Wilder (1. Auszeichnung) | Boulevard der Dämmerung   | Ruth Gordon und Garson Kanin für Ehekrieg Virginia Kellogg und Bernard C. Schoenfeld für Frauengefängnis Carl Foreman für Die Männer Joseph L. Mankiewicz und Lesser Samuels für Der Haß ist blind                                                                                 |
| 1952 | Alan Jay Lerner                                                                       | Ein Amerikaner in Paris   | Billy Wilder, Lesser Samuels und Walter Newman für Reporter des Satans Philip Dunne für David und Bathseba Robert Pirosh für Go for Broke! Clarence Greene und Russell Rouse für Stadt in Aufruhr                                                                                  |
| 1953 | T. E. B. Clarke                                                                       | Das Glück kam über Nacht  | Sydney Boehm für Die Stadt der tausend Gefahren Ruth Gordon und Garson Kanin für Pat und Mike Terence Rattigan für Der unbekannte Feind John Steinbeck für Viva Zapata! |
| 1954 | Charles Brackett (2. Auszeichnung) Richard L. Breen Walter Reisch                     | Der Untergang der Titanic | Betty Comden und Adolph Green für Vorhang auf! Richard Murphy für Die Wüstenratten Sam Rolfe und Harold Jack Bloom für Nackte Gewalt Millard Kaufman für Sprung auf, marsch, marsch!                                                                                               |
| 1955 | Budd Schulberg                                                                        | Die Faust im Nacken       | Joseph L. Mankiewicz für Die barfüßige Gräfin William Rose für Die feurige Isabella Valentine Davies und Oscar Brodney für Die Glenn Miller Story Norman Panama und Melvin Frank für Die Lachbombe                                                                                 |
| 1956 | William Ludwig Sonya Levien                                                           | Unterbrochene Melodie     | Milton Sperling und Emmet Lavery für Verdammt zum Schweigen Betty Comden und Adolph Green für Vorwiegend heiter Melville Shavelson und Jack Rose für Komödiantenkinder Jacques Tati und Henri Marquet für Die Ferien des Monsieur Hulot                                            |
| 1957 | Albert Lamorisse                                                                      | Der rote Ballon           | Robert Lewin für Ein Fetzen Leben Andrew L. Stone für Mord in den Wolken William Rose für Ladykillers Federico Fellini und Tullio Pinelli für La Strada – Das Lied der Straße |
| 1958 | George Wells                                                                          | Warum hab’ ich ja gesagt? | Leonard Gershe für Ein süßer Fratz Ralph Wheelwright, R. Wright Campbell, Ivan Goff und Ben Roberts für Der Mann mit den 1000 Gesichtern Barney Slater, Joel Kane und Dudley Nichols für Stern des Gesetzes Federico Fellini, Ennio Flaiano und Tullio Pinelli für Die Müßiggänger |
| 1959 | Nedrick Young Harold Jacob Smith                                                      | Flucht in Ketten          | Paddy Chayefsky für Die Göttin Melville Shavelson und Jack Rose für Hausboot William Bowers und James Edward Grant für In Colorado ist der Teufel los Fay Kanin und Michael Kanin für Reporter der Liebe                                                                           |
| 1960 | Russell Rouse Clarence Greene Stanley Shapiro Maurice Richlin                         | Bettgeflüster             | Ernest Lehman für Der unsichtbare Dritte Paul King, Joseph Stone, Stanley Shapiro und Maurice Richlin für Unternehmen Petticoat François Truffaut und Marcel Moussy für Sie küßten und sie schlugen ihn Ingmar Bergman für Wilde Erdbeeren                                         |

## 1961–1970
| Jahr | Preisträger                                     | für den Film                 | Nominierungen |
| ---- | ----------------------------------------------- | ---------------------------- | --- |
| 1961 | Billy Wilder (2. Auszeichnung) I. A. L. Diamond | Das Appartement              | Richard Gregson, Michael Craig und Bryan Forbes für Zorniges Schweigen (The Angry Silence) Norman Panama und Melvin Frank für So eine Affäre Marguerite Duras für Hiroshima, mon amour Jules Dassin für Sonntags… nie!                                                                                  |
| 1962 | William Inge                                    | Fieber im Blut               | Walentin Jeschow und Grigori Tschuchrai für Die Ballade vom Soldaten Federico Fellini, Tullio Pinelli, Ennio Flaiano und Brunello Rondi für Das süße Leben Sergio Amidei, Diego Fabbri und Indro Montanelli für Der falsche General Stanley Shapiro und Paul Henning für Ein Pyjama für zwei            |
| 1963 | Ennio De Concini Alfredo Giannetti Pietro Germi | Scheidung auf italienisch    | Alain Robbe-Grillet für Letztes Jahr in Marienbad Charles Kaufman und Wolfgang Reinhardt für Freud Ingmar Bergman für Wie in einem Spiegel Stanley Shapiro und Nate Monaster für Ein Hauch von Nerz |
| 1964 | James R. Webb                                   | Das war der Wilde Westen     | Federico Fellini, Ennio Flaiano, Tullio Pinelli und Brunello Rondi für 8½ Elia Kazan für Die Unbezwingbaren Arnold Schulman für Verliebt in einen Fremden Pasquale Festa Campanile, Massimo Franciosa, Nanni Loy, Vasco Pratolini und Carlo Bernari für Die vier Tage von Neapel                        |
| 1965 | S. H. Barnett Peter Stone Frank Tarloff         | Der große Wolf ruft          | Agenore Incrocci, Furio Scarpelli und Mario Monicelli für Die Peitsche im Genick Alun Owen für Yeah! Yeah! Yeah! Jean-Paul Rappeneau, Ariane Mnouchkine, Daniel Boulanger und Philippe de Broca für Abenteuer in Rio Orville H. Hampton und Raphael Hayes für Ruf nicht zu laut                         |
| 1966 | Frederic Raphael                                | Darling                      | Agenore Incrocci, Furio Scarpelli, Mario Monicelli, Tonino Guerra, Giorgio Salvioni und Suso Cecchi D’Amico für Casanova ’70 Jacques Demy für Die Regenschirme von Cherbourg Jack Davies und Ken Annakin für Die tollkühnen Männer in ihren fliegenden Kisten Franklin Coen und Frank Davis für Der Zug |
| 1967 | Claude Lelouch Pierre Uytterhoeven              | Ein Mann und eine Frau       | Michelangelo Antonioni, Tonino Guerra und Edward Bond für Blow Up Billy Wilder und I. A. L. Diamond für Der Glückspilz Robert Ardrey für Khartoum – Der Aufstand am Nil Clint Johnston und Don Peters für Der Todesmutige                                                                               |
| 1968 | William Rose                                    | Rat mal, wer zum Essen kommt | David Newman und Robert Benton für Bonnie und Clyde Robert Kaufman und Norman Lear für Scheidung auf amerikanisch Jorge Semprún für Der Krieg ist vorbei Frederic Raphael für Zwei auf gleichem Weg |
| 1969 | Mel Brooks                                      | Frühling für Hitler          | Stanley Kubrick und Arthur C. Clarke für 2001: Odyssee im Weltraum Franco Solinas und Gillo Pontecorvo für Schlacht um Algier John Cassavetes für Gesichter Ira Wallach und Peter Ustinov für Das Millionending                                                                                         |
| 1970 | William Goldman                                 | Zwei Banditen                | Paul Mazursky und Larry Tucker für Bob & Carol & Ted & Alice Nicola Badalucco, Enrico Medioli und Luchino Visconti für Die Verdammten Peter Fonda, Dennis Hopper und Terry Southern für Easy Rider Walon Green, Roy N. Sickner und Sam Peckinpah für The Wild Bunch – Sie kannten kein Gesetz           |

## 1971–1980
| Jahr | Preisträger                                     | für den Film                                            | Nominierungen |
| ---- | ----------------------------------------------- | ------------------------------------------------------- | --- |
| 1971 | Francis Ford Coppola Edmund H. North            | Patton – Rebell in Uniform                              | Bob Rafelson und Carole Eastman für Five Easy Pieces – Ein Mann sucht sich selbst Norman Wexler für Joe – Rache für Amerika (Joe) Erich Segal für Love Story Éric Rohmer für Meine Nacht bei Maud                                             |
| 1972 | Paddy Chayefsky (1. Auszeichnung)               | Hospital                                                | Elio Petri und Ugo Pirro für Ermittlungen gegen einen über jeden Verdacht erhabenen Bürger Andy Lewis und David E. Lewis für Klute Herman Raucher für Sommer ’42 Penelope Gilliatt für Sunday, Bloody Sunday                                  |
| 1973 | Jeremy Larner                                   | Bill McKay – Der Kandidat                               | Luis Buñuel und Jean-Claude Carrière für Der diskrete Charme der Bourgeoisie Terence McCloy, Chris Clark und Suzanne de Passe für Lady Sings the Blues Louis Malle für Herzflimmern Carl Foreman für Der junge Löwe                           |
| 1974 | David S. Ward                                   | Der Clou                                                | George Lucas, Gloria Katz und Willard Huyck für American Graffiti Steve Shagan für Save the Tiger Melvin Frank und Jack Rose für Mann, bist du Klasse! Ingmar Bergman für Schreie und Flüstern                                                |
| 1975 | Robert Towne                                    | Chinatown                                               | Robert Getchell für Alice lebt hier nicht mehr Francis Ford Coppola für Der Dialog Paul Mazursky und Josh Greenfeld für Harry und Tonto François Truffaut, Jean-Louis Richard und Suzanne Schiffman für Die amerikanische Nacht               |
| 1976 | Frank Pierson                                   | Hundstage                                               | Federico Fellini und Tonino Guerra für Amarcord Ted Allan für Geliebte Lügen Robert Towne und Warren Beatty für Shampoo Claude Lelouch und Pierre Uytterhoeven für Ein Leben lang                                                             |
| 1977 | Paddy Chayefsky (2. Auszeichnung)               | Network                                                 | Jean-Charles Tacchella und Danièle Thompson für Cousin, Cousine Walter Bernstein für Der Strohmann Lina Wertmüller für Sieben Schönheiten Sylvester Stallone für Rocky                                                                        |
| 1978 | Woody Allen (1. Auszeichnung) Marshall Brickman | Der Stadtneurotiker                                     | Neil Simon für Der Untermieter Robert Benton für Die Katze kennt den Mörder George Lucas für Krieg der Sterne Arthur Laurents für Am Wendepunkt                                                                                               |
| 1979 | Nancy Dowd Waldo Salt Robert C. Jones           | Coming Home – Sie kehren heim                           | Michael Cimino, Deric Washburn, Louis Garfinkle und Quinn K. Redeker für Die durch die Hölle gehen Ingmar Bergman für Herbstsonate Woody Allen für Innenleben Paul Mazursky für Eine entheiratete Frau                                        |
| 1980 | Steve Tesich                                    | Vier irre Typen – Wir schaffen alle, uns schafft keiner | Valerie Curtin und Barry Levinson für … und Gerechtigkeit für alle Robert Alan Aurthur und Bob Fosse für Hinter dem Rampenlicht Mike Gray, T. S. Cook und James Bridges für Das China-Syndrom Woody Allen und Marshall Brickman für Manhattan |

## 1981–1990
| Jahr | Preisträger                                   | für den Film               | Nominierungen |
| ---- | --------------------------------------------- | -------------------------- | --- |
| 1981 | Bo Goldman                                    | Melvin und Howard          | W. D. Richter und Arthur A. Ross für Brubaker Christopher Gore für Fame – Der Weg zum Ruhm Jean Gruault für Mein Onkel aus Amerika Nancy Meyers, Charles Shyer und Harvey Miller für Schütze Benjamin                                       |
| 1982 | Colin Welland                                 | Die Stunde des Siegers     | Kurt Luedtke für Die Sensationsreporterin Steve Gordon für Arthur – Kein Kind von Traurigkeit John Guare für Atlantic City, USA Warren Beatty und Trevor Griffiths für Reds                                                                 |
| 1983 | John Briley                                   | Gandhi                     | Barry Levinson für American Diner Melissa Mathison für E.T. – Der Außerirdische Douglas Day Stewart für Ein Offizier und Gentleman Larry Gelbart, Murray Schisgal und Don McGuire für Tootsie                                               |
| 1984 | Horton Foote                                  | Comeback der Liebe         | Lawrence Kasdan und Barbara Benedek für Der große Frust Ingmar Bergman für Fanny und Alexander Nora Ephron und Alice Arlen für Silkwood Lawrence Lasker und Walter F. Parkes für WarGames – Kriegsspiele                                    |
| 1985 | Robert Benton                                 | Ein Platz im Herzen        | Daniel Petrie, Jr. und Danilo Bach für Beverly Hills Cop Woody Allen für Broadway Danny Rose Gregory Nava und Anna Thomas für El Norte Lowell Ganz, Babaloo Mandel, Bruce Jay Friedman und Brian Grazer für Splash – Eine Jungfrau am Haken |
| 1986 | William Kelley Pamela Wallace Earl W. Wallace | Der einzige Zeuge          | Robert Zemeckis und Bob Gale für Zurück in die Zukunft Terry Gilliam, Tom Stoppard und Charles McKeown für Brazil Luis Puenzo und Aída Bortnik für Die offizielle Geschichte Woody Allen für The Purple Rose of Cairo                       |
| 1987 | Woody Allen (2. Auszeichnung)                 | Hannah und ihre Schwestern | Paul Hogan, Ken Shadie und John Cornell für Crocodile Dundee – Ein Krokodil zum Küssen Hanif Kureishi für Mein wunderbarer Waschsalon Oliver Stone für Platoon Oliver Stone und Rick Boyle für Salvador                                     |
| 1988 | John Patrick Shanley                          | Mondsüchtig                | Louis Malle für Auf Wiedersehen, Kinder James L. Brooks für Nachrichtenfieber – Broadcast News John Boorman für Hope and Glory Woody Allen für Radio Days                                                                                   |
| 1989 | Ronald Bass Barry Morrow                      | Rain Man                   | Gary Ross und Anne Spielberg für Big Ron Shelton für Annies Männer John Cleese und Charles Crichton für Ein Fisch namens Wanda Naomi Foner für Die Flucht ins Ungewisse                                                                     |
| 1990 | Tom Schulman                                  | Der Club der toten Dichter | Woody Allen für Verbrechen und andere Kleinigkeiten Spike Lee für Do the Right Thing Steven Soderbergh für Sex, Lügen und Video Nora Ephron für Harry und Sally                                                                             |

## 1991–2000
| Jahr | Preisträger                                     | für den Film              | Nominierungen |
| ---- | ----------------------------------------------- | ------------------------- | --- |
| 1991 | Bruce Joel Rubin                                | Ghost – Nachricht von Sam | Woody Allen für Alice Barry Levinson für Avalon Peter Weir für Green Card – Schein-Ehe mit Hindernissen Whit Stillman für Metropolitan – Verdammt, bourgeois, verliebt                                                                               |
| 1992 | Callie Khouri                                   | Thelma & Louise           | John Singleton für Boyz n the Hood – Jungs im Viertel James Toback für Bugsy Richard LaGravenese für König der Fischer Meg Kasdan für Grand Canyon – Im Herzen der Stadt                                                                             |
| 1993 | Neil Jordan                                     | The Crying Game           | Woody Allen für Ehemänner und Ehefrauen George Miller und Nick Enright für Lorenzos Öl John Sayles für Passion Fish David Webb Peoples für Erbarmungslos                                                                                             |
| 1994 | Jane Campion                                    | Das Piano                 | Gary Ross für Dave Jeff Maguire für In the Line of Fire – Die zweite Chance Ron Nyswaner für Philadelphia Nora Ephron, David S. Ward und Jeff Arch für Schlaflos in Seattle                                                                          |
| 1995 | Quentin Tarantino (1. Auszeichnung) Roger Avary | Pulp Fiction              | Woody Allen und Douglas McGrath für Bullets Over Broadway Richard Curtis für Vier Hochzeiten und ein Todesfall Fran Walsh und Peter Jackson für Heavenly Creatures Krzysztof Piesiewicz und Krzysztof Kieślowski für Drei Farben: Rot                |
| 1996 | Christopher McQuarrie                           | Die üblichen Verdächtigen | Randall Wallace für Braveheart Woody Allen für Geliebte Aphrodite Stephen J. Rivele, Christopher Wilkinson und Oliver Stone für Nixon Joel Cohen, Peter Docter, John Lasseter, Joe Ranft, Alec Sokolow, Andrew Stanton und Joss Whedon für Toy Story |
| 1997 | Ethan Coen Joel Coen                            | Fargo                     | Cameron Crowe für Jerry Maguire – Spiel des Lebens John Sayles für Lone Star Mike Leigh für Lügen und Geheimnisse Jan Sardi und Scott Hicks für Shine – Der Weg ins Licht                                                                            |
| 1998 | Ben Affleck Matt Damon                          | Good Will Hunting         | Mark Andrus und James L. Brooks für Besser geht’s nicht Paul Thomas Anderson für Boogie Nights Woody Allen für Harry außer sich Simon Beaufoy für Ganz oder gar nicht                                                                                |
| 1999 | Marc Norman Tom Stoppard                        | Shakespeare in Love       | Warren Beatty und Jeremy Pikser für Bulworth Robert Rodat für Der Soldat James Ryan Andrew Niccol für Die Truman Show Vincenzo Cerami und Roberto Benigni für Das Leben ist schön                                                                    |
| 2000 | Alan Ball                                       | American Beauty           | Charlie Kaufman für Being John Malkovich Paul Thomas Anderson für Magnolia M. Night Shyamalan für The Sixth Sense Mike Leigh für Topsy-Turvy – Auf den Kopf gestellt                                                                                 |

## 2001–2010
| Jahr | Preisträger                                  | für den Film                         | Nominierungen |
| ---- | -------------------------------------------- | ------------------------------------ | --- |
| 2001 | Cameron Crowe                                | Almost Famous – Fast berühmt         | Lee Hall für Billy Elliot – I Will Dance Susannah Grant für Erin Brockovich David Franzoni, John Logan und William Nicholson für Gladiator Kenneth Lonergan für You Can Count on Me                                              |
| 2002 | Julian Fellowes                              | Gosford Park                         | Guillaume Laurant und Jean-Pierre Jeunet für Die fabelhafte Welt der Amélie Christopher Nolan und Jonathan Nolan für Memento Milo Addica und Will Rokos für Monster’s Ball Wes Anderson und Owen Wilson für Die Royal Tenenbaums |
| 2003 | Pedro Almodóvar                              | Sprich mit ihr                       | Todd Haynes für Dem Himmel so fern Jay Cocks, Steven Zaillian und Kenneth Lonergan für Gangs of New York Nia Vardalos für My Big Fat Greek Wedding Carlos Cuarón und Alfonso Cuarón für Y Tu Mamá También – Lust for Life        |
| 2004 | Sofia Coppola                                | Lost in Translation                  | Denys Arcand für Die Invasion der Barbaren Steven Knight für Kleine schmutzige Tricks Andrew Stanton, Bob Peterson und David Reynolds für Findet Nemo Jim Sheridan, Naomi Sheridan und Kirsten Sheridan für In America           |
| 2005 | Charlie Kaufman Michel Gondry Pierre Bismuth | Vergiss mein nicht!                  | John Logan für Aviator Keir Pearson und Terry George für Hotel Ruanda Brad Bird für Die Unglaublichen Mike Leigh für Vera Drake                                                                                                  |
| 2006 | Paul Haggis Robert Moresco                   | L.A. Crash                           | George Clooney und Grant Heslov für Good Night, and Good Luck Woody Allen für Match Point Noah Baumbach für Der Tintenfisch und der Wal Stephen Gaghan für Syriana                                                               |
| 2007 | Michael Arndt                                | Little Miss Sunshine                 | Guillermo Arriaga für Babel Iris Yamashita und Paul Haggis für Letters from Iwo Jima Guillermo del Toro für Pans Labyrinth Peter Morgan für Die Queen                                                                            |
| 2008 | Diablo Cody                                  | Juno                                 | Nancy Oliver für Lars und die Frauen Tony Gilroy für Michael Clayton Brad Bird, Jan Pinkava und Jim Capobianco für Ratatouille Tamara Jenkins für Die Geschwister Savage                                                         |
| 2009 | Dustin Lance Black                           | Milk                                 | Courtney Hunt für Frozen River Mike Leigh für Happy-Go-Lucky Martin McDonagh für Brügge sehen… und sterben? Andrew Stanton, Pete Docter und Jim Reardon für WALL·E – Der Letzte räumt die Erde auf                               |
| 2010 | Mark Boal                                    | Tödliches Kommando – The Hurt Locker | Alessandro Camon und Oren Moverman für The Messenger – Die letzte Nachricht Joel Coen und Ethan Coen für A Serious Man Bob Peterson, Pete Docter und Tom McCarthy für Oben Quentin Tarantino für Inglourious Basterds            |

## 2011–2020
| Jahr | Preisträger                                                                              | für den Film                                              | Nominierungen |
| ---- | ---------------------------------------------------------------------------------------- | --------------------------------------------------------- | --- |
| 2011 | David Seidler                                                                            | The King’s Speech                                         | Mike Leigh für Another Year Scott Silver, Paul Tamasy und Eric Johnson für The Fighter Christopher Nolan für Inception Lisa Cholodenko und Stuart Blumberg für The Kids Are All Right                                                                                              |
| 2012 | Woody Allen (3. Auszeichnung)                                                            | Midnight in Paris                                         | J. C. Chandor für Der große Crash – Margin Call Asghar Farhadi für Nader und Simin – Eine Trennung Michel Hazanavicius für The Artist Annie Mumolo und Kristen Wiig für Brautalarm                                                                                                 |
| 2013 | Quentin Tarantino (2. Auszeichnung)                                                      | Django Unchained                                          | Michael Haneke für Liebe John Gatins für Flight Wes Anderson und Roman Coppola für Moonrise Kingdom Mark Boal für Zero Dark Thirty |
| 2014 | Spike Jonze                                                                              | Her                                                       | Eric Warren Singer und David O. Russell für American Hustle Woody Allen für Blue Jasmine Craig Borten und Melisa Wallack für Dallas Buyers Club Bob Nelson für Nebraska |
| 2015 | Alejandro González Iñárritu Nicolás Giacobone Alexander Dinelaris, Jr. Armando Bó junior | Birdman oder (Die unverhoffte Macht der Ahnungslosigkeit) | Richard Linklater für Boyhood E. Max Frye und Dan Futterman für Foxcatcher Wes Anderson und Hugo Guinness für Grand Budapest Hotel Dan Gilroy für Nightcrawler – Jede Nacht hat ihren Preis                                                                                        |
| 2016 | Josh Singer Tom McCarthy                                                                 | Spotlight                                                 | Matt Charman, Ethan und Joel Coen für Bridge of Spies – Der Unterhändler Pete Docter, Meg LeFauve, Josh Cooley und Ronnie del Carmen für Alles steht Kopf Alex Garland für Ex Machina Jonathan Herman, Andrea Berloff, S. Leigh Savidge und Alan Wenkus für Straight Outta Compton |
| 2017 | Kenneth Lonergan                                                                         | Manchester by the Sea                                     | Taylor Sheridan für Hell or High Water Damien Chazelle für La La Land Giorgos Lanthimos und Efthymis Filippou für The Lobster Mike Mills für Jahrhundertfrauen |
| 2018 | Jordan Peele                                                                             | Get Out                                                   | Emily V. Gordon und Kumail Nanjiani für The Big Sick Greta Gerwig für Lady Bird Guillermo del Toro und Vanessa Taylor für Shape of Water – Das Flüstern des Wassers Martin McDonagh für Three Billboards Outside Ebbing, Missouri                                                  |
| 2019 | Nick Vallelonga Brian Hayes Currie Peter Farrelly                                        | Green Book – Eine besondere Freundschaft                  | Deborah Davis und Tony McNamara für The Favourite – Intrigen und Irrsinn Paul Schrader für First Reformed Alfonso Cuarón für Roma Adam McKay für Vice – Der zweite Mann |
| 2020 | Bong Joon-ho Han Jin-won                                                                 | Parasite                                                  | Rian Johnson für Knives Out – Mord ist Familiensache Noah Baumbach für Marriage Story Sam Mendes und Krysty Wilson-Cairns für 1917 Quentin Tarantino für Once Upon a Time in Hollywood                                                                                             |

## 2021–2030
| Jahr | Preisträger                  | für den Film                      | Nominierungen |
| ---- | ---------------------------- | --------------------------------- | --- |
| 2021 | Emerald Fennell              | Promising Young Woman             | Will Berson, Shaka King, Kenny und Keith Lucas für Judas and the Black Messiah Lee Isaac Chung für Minari – Wo wir Wurzeln schlagen Darius Marder, Abraham Marder und Derek Cianfrance für Sound of Metal Aaron Sorkin für The Trial of the Chicago 7 |
| 2022 | Kenneth Branagh              | Belfast                           | Paul Thomas Anderson für Licorice Pizza Zach Baylin für King Richard Adam McKay und David Sirota für Don’t Look Up Joachim Trier und Eskil Vogt für Der schlimmste Mensch der Welt                                                                    |
| 2023 | Daniel Kwan Daniel Scheinert | Everything Everywhere All at Once | Todd Field für Tár Martin McDonagh für The Banshees of Inisherin Ruben Östlund für Triangle of Sadness Steven Spielberg und Tony Kushner für Die Fabelmans                                                                                            |
| 2024 | Arthur Harari Justine Triet  | Anatomie eines Falls              | Samy Burch für May December Bradley Cooper und Josh Singer für Maestro David Hemingson für The Holdovers Celine Song für Past Lives – In einem anderen Leben                                                                                          |
| 2025 | Sean Baker                   | Anora                             | Moritz Binder, Alex David und Tim Fehlbaum für September 5 Brady Corbet und Mona Fastvold für Der Brutalist Jesse Eisenberg für A Real Pain Coralie Fargeat für The Substance                                                                         |